# (1398) Donnera
(1398) Donnera est un astéroïde de la ceinture principale.

## Description
(1398) Donnera est un astéroïde de la ceinture principale. Il fut découvert le 26 août 1936 à Turku par Yrjö Väisälä. Il présente une orbite caractérisée par un demi-grand axe de 3,16 UA, une excentricité de 0,11 et une inclinaison de 11,8° par rapport à l'écliptique.

## Compléments